# О’Янг, Дэррил
Дэррил О’Янг Еук-Хай (кит. упр. 歐陽若曦, пиньинь Ouyáng Ruoxi; родился 26 марта 1980 года в Ванкувере, Канада) — китайский автогонщик.

## Спортивная карьера

### Первые годы
При содействии отца Дэррил сделал первые шаги в автоспорте относительно рано — в восемь лет. Как и многие его ровесники, ванкуверец участвовал в различных картинговых соревнованиях.
Затем О’Янг выходил на старт различных североамериканских младших формулических серий. Особых результатов нигде добиться не удалось.

### Карьера в гонках спортивной техники
В середине 2000-х, при поддержке гонконгских инвесторов, О’Янг начинает периодически появляться в различных автоспортивных сериях, проходящихся по регламенту GT.
С 2004 года Дэррил участвует в азиатском монокубке Porsche Infineon Carrera за команду Team Jebsen. В 2006 году гонконгцу покоряется победа в этой серии, после двойной победы на Zhuhai International Circuit.
В 2005 году, в паре с Мэттью Маршем, выступая на Porsche 911 GT3 RSR, он принимает участие в более статусных сериях — стартует в Le Mans Endurance Series; выходит на старт чжухайского этапа FIA GT (финишируя там четвёртым в своём классе).
В 2006-м году, в составе экипажа Renauer Motorsport, О’Янг участвует в 24 часах Спа.
В 2007-м году Дэррилл участвует в европейской серии Porsche Mobil 1 Supercup. Также проведены несколько этапов азиатского чемпионата.
В 2008-м году О’Янг проводит полный сезон и в азиатской и в европейской сериях. Первое удаётся во второй раз выиграть, набрав 196 очков и одержав 4 победы. В том же году он участвует и побеждает в нескольких второстепенных гонках на подобной же технике.
В 2009-м году О’Янг провёл полный сезон в чемпионате FIA GT. Гонконгец вновь пилотировал технику GT2 — Porsche GT3 RSR . В одном экипаже с ним ехал Марко Хольцер. Параллельно он вновь выступал в азиатском кубке Porsche Carrera.
В том же году ванкуверец дебютировал в 24 часах Ле-Мана, пилотируя Porsche GT3 RSR. Экипаж в составе О’Янга, француза Филипа Эсно и болгарина Пламена Кралева смог преодолеть только 16 часов дистанции и не попал в итоговую классификацию.
В том же году Дэррил участвовал в тестах серии ARCA на Daytona International Speedway.
В 2010-м году О’Янг вышел на старт 24 часов Дайтоны. Пилотируя вместе с Россом Бентли, Шоном Макинтошем и Кисом Ниропом Porsche GT3 команды Bullet Racing, они в какой-то момент добрались до третьей позиции в классе, однако несколько ночных аварий отбросили их на 13-е место на финише.

### WTCC
В 2010-м году Дэррил нашёл финансирование и оплатил участие на полном расписании в WTCC, купив место одного из пилотов в Bamboo Engineering. Выступать пришлось на Chevrolet Lacetti спецификации 2008 года.
В том сезоне удалось выиграть две гонки в зачёте частников и стать 15-м в общем зачёте серии. На этапе в Чехии гонконгец занял рекордное (для себя) седьмое место в рамках абсолютного зачёта одной гонки. В трофее частников он перед последним этапов (в почти родном Макао) претендовал на титул, но после двойного схода оказался лишь четвёртым в зачёте.

### Deutsche Tourenwagen Masters
Дэррил принял участие в шанхайском этапе серии Deutsche Tourenwagen Masters, за рулём Audi A4 DTM спецификации 2008 года. Из-за аварии во время тренировочных заездов гонконгец так и не стартовал в той гонке.

## Статистика результатов в моторных видах спорта

### WTCC
| 2010 | Bamboo Engineering | Chevrolet Lacetti | BR1 15 | MR1 17 | IT1 НФ | BL1 20 | PT1 10 | GB1 21 | CZ1 17 | DE1 НК | ES1 14 | JA1 10 | MA1 НФ | 15 | 15-й |
| 2010 | Bamboo Engineering | Chevrolet Lacetti | BR2 16 | MR2 13 | IT2 12 | BL2 12 | PT2 9  | GB2 НФ | CZ2 7  | DE2 12 | ES2 17 | JA2 9  | MA2 НФ | 15 | 15-й |

Жирным выделен старт с поула, курсивом — быстрейший круг в гонке.